# Kenshi (trò chơi điện tử)
Kenshi là một game nhập vai được phát triển và phát hành bởi Lo-Fi Games cho hệ điều hành Windows. Thay vì tập trung vào cốt truyện tuyến tính, game lại xoáy sâu vào lối chơi sandbox cho phép người chơi tự do làm bất cứ điều gì họ muốn. Thời gian phát triển Kenshi là 12 năm, ban đầu game chỉ được phát triển bởi một người duy nhất. Game được ra mắt chính thức vào ngày 6 tháng 12 năm 2018.
Bối cảnh Kenshi diễn ra tại một thế giới hậu tận thế. Kenshi cho phép người chơi trở thành một kẻ trộm, một thương nhân, hoặc một trong vô số các lựa chọn khác. Trò chơi được phần lớn giới phê bình đánh giá tích cực vì có chiều sâu, có lối chơi mang phong cách MMO, và có độ khó cao.

## Gameplay
Kenshi là một game nhập vai (RPG) mang yếu tố chiến thuật thời gian thực (RTS) và không có cốt truyện tuyến tính. Bối cảnh game diễn ra tại một thế giới hậu tận thế, một nơi có điều kiện sống vô cùng khắc nghiệt. Ở đầu game, người chơi không có một kĩ năng (skill) nào và gặp nhều khó khăn trong việc đấu tranh sinh tồn. Người chơi lên cấp kĩ năng bằng cách thực hiện các hành động liên quan đến kĩ năng đó, ví dụ như kĩ năng ăn trộm (thievery) được lên cấp bằng cách ăn trộm vật phẩm. Người chơi được phép tuyển mộ các nhân vật thuộc nhiều phe phái (faction) khác nhau, bao gồm cả con người lẫn động vật. Game cho phép người chơi xây dựng và quản lý đồn trú (outpost). Trong một trận chiến, các chi của một nhân vật có thể bị tổn thương và thậm chí bị cắt đứt. Kenshi có nhiều địa điểm khác nhau, với quy mô từ một tòa nhà đơn lẻ cho đến một thành phố lớn. Kenshi có hệ thống trạng thái thế giới (world state system) cho phép thế giới game phản ứng trước cái chết của các NPC quan trọng: Khi một NPC quan trọng bị giết chết thì nhiều địa điểm mới xuất hiện hoặc một địa điểm bị một phe khác khác chiếm giữ. Các khu vực (zone) trong Kenshi không chỉ mang tính thẩm mỹ: Chúng có các loại đất đai, tài nguyên, và mùa màng khác nhau. Các yếu tố này đóng vai trò quan trọng trong quá trình xây dừng đồn trú của người chơi. Các loại thời tiết gây hại có thể xảy ra ở bất cứ nơi nào và gây trì hoãn các công việc trong đồn trú.

## Phát triển
Kenshi bắt đầu phát triển vào khoảng 2006-2008, khi đó game chỉ được phát triển bởi một người duy nhất, Chris Hunt. Trong những năm phát triển game đầu tiên, Hunt làm nhân viên bảo vệ bán thời gian để kiếm tiền đầu tư dự án.  Sau 5 năm làm nhân viên bảo vệ, Hunt nghỉ việc và tập trung phát triển game sau khi nhận thấy game đạt được thành công ở bước đầu.   Anh tiếp tục làm dự án này một mình cho đến năm 2013, khi anh có thể thuê một nhóm nhỏ để giúp anh phát triển game.  Hunt mô tả rằng thế giới Kenshi mang chất "sword-punk", lấy cảm hứng từ các câu chuyện về các rōnin đi lang thang, và lấy ý tưởng về một người sống sót đi lang thang khắp vùng đất hoang.
Hunt mô tả rằng động lực phát triển Kenshi xuất phát từ việc anh không thích các game nhập vai cho phép nhân vật chính mạnh ở đầu game. Về phương châm thiết kế game, Hunt cho rằng anh tự coi mình là kẻ thù của người chơi. Trong Kenshi, vùng có thể chơi được có tổng diện tích 870 kilômét vuông (340 dặm vuông Anh) và được bố trí nhiều địa điểm, thử thách và phần thường khác nhau. Hunt muốn các khu vực trên bản đồ phải có một phong cách hoặc phe phái độc đáo, chẳng hạn như một nơi mà tại đó nữ giới bị phân biệt đối xử với nam giới.
Trò chơi lần đầu tiên được phát hành dưới dạng Early Access vào năm 2013 trước khi được phát hành chính thức vào ngày 6 tháng 12 năm 2018.

## Đón nhận
Theo Metacritic, Kenshi nhận được "đánh giá chung là tích cực".  Robert Zak từ PC Gamer khen ngợi kích thước và quy mô khổng lồ của game, nhưng ghi chú rằng game đòi hỏi "cày cuốc" thường xuyên và giao diện trở nên rườm rà khi số lượng nhân vật có thể điều khiển được (playable character) tăng lên. Rock, Paper, Shotgun ghi nhận chiều sâu của trò chơi và so sánh Kenshi một cách tích cực với Dwarf Fortress.

## Hậu bản
Vào tháng 3 năm 2019, Kenshi 2 được công bố là đang được phát triển bằng Unreal Engine.